# Kurt Caesar Hoffmann
Kurt Cäesar Hoffmann (Kiel, 26 agosto 1895 – Mölln, 19 maggio 1988) è stato un ammiraglio tedesco, già distintosi come ufficiale della Kaiserliche Marine imbarcato sulle torpediniere durante la prima guerra mondiale, venne decorato con la Croce di Ferro di I classe. Dopo lo scoppio della seconda guerra mondiale assunse il comando dell'incrociatore da battaglia Scharnhorst e prese parte a numerose azioni navali. Fu uno dei protagonisti del forzamento della Manica (Operazione Cerberus) da parte della squadra navale tedesca.  Dal 1 luglio 1942 al 4 marzo del 1943 fu comandante in capo delle forze navali presenti nei Paesi Bassi (Marinebefehlshaber Niederlande), e in seguito venne insignito della Croce di Cavaliere della Croce di Ferro..

## Biografia
Nacque a Kiel il 26 agosto 1895, ed entrò nella Kaiserliche Marine il 1 aprile 1912 imbarcandosi come seekadett sull'incrociatore protetto Hansa. Il 1 aprile 1913 iniziò a frequentare l'Accademia navale di Mürwik da cui uscì con il grado di fähnrich zur see) il 1º agosto 1914, per imbarcarsi sulla nave da battaglia SMS Wettin. Il 15 novembre 1915 iniziò a frequentare il corso per ufficiali destinati all'imbarco sulle torpediniere, da cui uscì il 16 gennaio 1916 per essere successivamente assegnato come ufficiale di coperta alla II Flottiglia torpediniere, per passare poi alla III Flottiglia.
Promosso tenente il 25 dicembre 1917, dopo la fine della guerra entrò nella neocostituita Reichsmarine, prestando servizio come comandante della torpediniera T-157 (28 settembre 1922-22 settembre 1924). Il 1 gennaio 1924 fu promosso al grado di kapitänleutnant, e a partire dal mese di settembre dello stesso anno iniziò a prestare servizio come comandante di compagnia presso il II. Marineartillerieabteilung di Wilhelmshaven. Dal 24 novembre 1926 al 14 ottobre 1929 fu istruttore presso la locale scuola di artiglieria costiera. Il 25 maggio 1928 si imbarcò sull'incrociatore leggero Köln, passando, a partire dal 15 ottobre 1929, a prestare servizio per tre mesi sull'incrociatore protetto Amazone come ufficiale di artiglieria. Con lo stesso incarico ritornò a bordo del Köln, rimanendovi fino al 27 settembre 1932. A partire dall'ottobre 1932 servì per quattro anni nel reparto di addestramento (Marineausbildungsabteilung) A IV dell'ufficio comando marina (Marinekommandoamtes). Il 1 aprile 1936 fu elevato al grado di fregattenkapitän, e il 28 settembre dello stesso anno assunse il comando della Scuola di artiglieria costiera venendo promosso al grado di kapitän zur see il 1º ottobre 1937. Il 27 giugno 1939 fu nominato comandante dell'incrociatore leggero Königsberg.

### La seconda guerra mondiale
Dopo lo scoppio della seconda guerra mondiale rimase inizialmente al comando del Königsberg, ma il 21 settembre 1939 sostituì il kapitän zur see Otto Ciliax al comando dell'incrociatore da battaglia Scharnhorst. La nave partecipò, insieme alla gemella Gneisenau, all'incrociatore  Köln, e a nove cacciatorpediniere, alla missione di pattugliamento nelle acque tra l'Islanda e le Isole Faroe,  svoltasi tra il 21 e il 27 novembre. Scopo della missione era quello di attirare le navi britanniche in zona, al fine di alleggerire la pressione sulla corazzata tascabile Admiral Graf Spee, oggetta di una caccia spietata da parte delle unità della Royal Navy nell'Atlantico meridionale. 

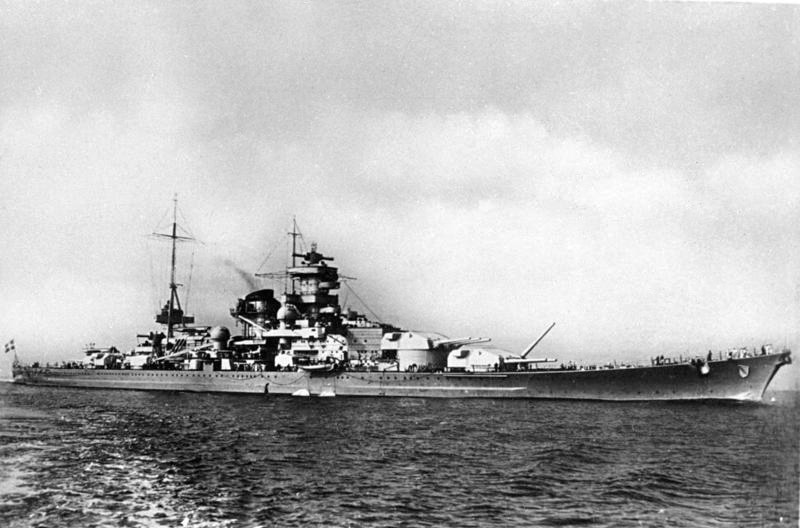
L'incrociatore da battaglia Scharnhorst, 1939

Due giorni dopo la squadra navale, al comando diretto dell'ammiraglio Wilhelm Marschall (Flottenchef) che alzava la sua insegna sul Gneisenau, intercettò l'incrociatore ausiliario Rawalpindi. Alle 16:07 le vedette dello Scharnhorst avvistarono la nave britannica, e meno di un'ora dopo la nave britannica fu affondata. Alle 17:03 lo Scharnhorst aprì il fuoco, centrando la nave britannica tre minuti più tardi con una salva dei suoi cannoni da 280 mm, colpendo il ponte di comando e uccidendo anche il suo capitano, Edward Coverley Kennedy, che si trovava a poppa intento ad azionare gli emettitori di nebbia artificiale. Durante il breve combattimento anche il Rawalpindi riuscì a centrare lo Scharnhorst, causando danni di lieve entità.
Al comando dello Scharnhost prese parte all'invasione di Danimarca e Norvegia (marzo 1940), all'Operazione Juno e all'Operazione Berlin. 
Tra l'11 ed il 12 febbraio 1942 partecipò, come comandante dell'incrociatore pesante Prinz Eugen, all'operazione Cerberus, cioè l'operazione militare condotta dalla Kriegsmarine per riportare la squadra navale composta dagli incrociatori da battaglia Scharnhorst e Gneisenau, dall'incrociatore pesante Prinz Eugen, e da altri vascelli nei porti della Germania settentrionale.
Il 28 marzo 1942 divenne comandante in capo delle navi della marina tedesca presenti nel Mar Baltico, venendo promosso konteradmiral. Dal 1 luglio 1942 fino al 4 marzo 1943 fu comandante delle navi della marina tedesca presenti nei Paesi Bassi. Il 1 aprile 1943 fu elevato al rango di vizeadmiral, assumendo la direzione del dipartimento per lo sviluppo e la costruzione dell'artiglieria presso l'ufficio armamenti navali della Kriegsmarine.
Il 23 maggio 1945, dopo la resa della Germania, fu arrestato e imprigionato dalle autorità britanniche, rinchiuso nella zona speciale di Mürwik, da cui fu rilasciato il 20 febbraio 1947. In seguito gli fu permesso di unirsi alla ricostituita marina tedesca, e dal 26 giugno 1956 al 31 agosto 1957 fu vice capo dell'Ufficio marittimo di Amburgo e poi capo dell'amministrazione fino al suo pensionamento avvenuto il 31 marzo 1965. Si spense a Mölln il 19 maggio 1988.

### Annotazioni
1. ↑  Dapprima prestò servizio come aiutante di campo, e successivamente come ufficiale addetto alle segnalazioni.
2. ↑  In lingua italiana II Battaglione di artiglieria costiera.
3. ↑  Il 1 ottobre 1931 era stato promosso al grado di korvettenkapitän.
4. ↑  L'equivalente italiano di Comandante superiore in mare.
5. ↑  Al comando della flottiglia di cacciatorpediniere, composta dalle unità Z 29 (nave ammiraglia), Paul Jacobi, Z4 Richard Beitzen, Friedrich Ihn, Z 25, e Hermann Schoemann, vi era il capitano di vascello Erich Bey.

### Fonti
1. ↑  Zabecki 2014, p. 262.
2. ↑  Showell 2009, p. 65.
3. 1 2 3 4 5  Showell 2009, p. 112.
4. ↑  Showell 2009, p. 111.
5. ↑  Showell 2009, p. 89.
6. ↑  Murfett 2009, p. 81.
7. ↑  Showell 2009, p. 83.
8. ↑  Scherzer 2007, p. 399.
9. 1 2 3 4 5  Dörr 1995, p. 263.
10. ↑  Patzwall, Scherzer 2001, p. 191.

### Periodici
- Nico Sgarlato, Lo Z-Plan della Kriegsmarine, in Eserciti nella Storia, n. 36, Parma, Delta Editrice, luglio-agosto 2006,  pp. 20-28, ISSN 1591-3031.